# Biserica Intrarea în Biserică a Maicii Domnului din Ciuta
Biserica Intrarea în Biserică a Maicii Domnului din Ciuta este un ansamblu de monumente istorice aflat pe teritoriul satului Ciuta, comuna Măgura. În Repertoriul Arheologic Național, monumentul apare cu codul 47355.01.

Ansamblul este format din două monumente:
- Biserica „Intrarea în Biserică a Maicii Domnului” (cod LMI BZ-II-m-A-02388.01)
- Clopotniță (cod LMI BZ-II-m-A-02388.02)